# Hellergrundbach
Der Hellergrundbach ist ein linksseitiger Zufluss des Birnbaumbachs im Unterharz.

## Beschreibung
Der Hellergrundbach entspringt auf etwa 398 Meter Höhe und hat eine Länge von rund 390 Metern. Linksseitig mündet auf etwa halben Bachlauf, auf 375 Meter Höhe, ein unbenanntes ca. 210 Meter langes Rinnsal ein.
Zu Bergbauzwecken bestand am Unterlauf die Heller Wasserkunst. Dies waren wasserwirtschaftliche Anlagen, deren Geschichte zurückgeht bis in die Zeit um 1300 - wann die Anlagen errichtet wurden ist nicht bekannt.
Der Bach mündet etwa 650 Meter unterhalb des Birnbaumteiches wird linksseitig im wohl namenlosen kleinen Kunstteich der Heller Wasserkunst, der den Birnbaumbach aufstaut.